# Joško Popović
Joško Popović (Opuzen, 19. siječnja 1966.) bivši je hrvatski nogometaš. Igrao je na poziciji napadača. Odigrao je jednu utakmicu za Hrvatsku, 20. travnja 1994. protiv Slovačke. Postigao je pogodak u 67. minuti, nakon što je ušao na poluvremenu.
Igrao je za nekoliko klubova iz 1. HNL (NK Zagreb, Kamen Ingrad, HNK Šibenik). Igrajući za Šibenik postigao je najviše golova u sezoni 1998./99., 21.
Popović je na trećem mjestu najboljih strijelaca 1. HNL svih vremena, sa 111 golova, iza Igora Cvitanovića koji je postigao 126 i Davora Vugrinca sa 136.

## Vanjske poveznice
- Joško Popović
- Joško Popović